# اوژن یونسکو
اوژن یونسکو (fr:Eugène Ionesco) (زاده ۲۶ نوامبر ۱۹۰۹ – درگذشته ۲۸ مارس ۱۹۹۴) نمایش‌نامه‌نویس و نویسنده فرانسوی با اصلیت رومانیایی بود. او در سال ۱۹۷۰ به عضویت فرهنگستان فرانسه درآمد. او را بارزترین نماینده تئاتر آوانگارد فرانسه می‌نامند.

## در ایران

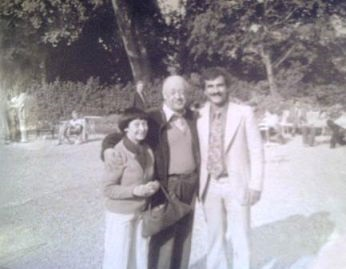
از راست به چپ احمد کامیابی مسک، اوژن یونسکو و همسر میرچا الیاده

بیشتر آثار یونسکو به پارسی ترجمه شده‌است. مترجمان آثار یونسکو اغلب از نویسندگان و هنرمندان مشهور ایرانی بوده‌اند. بهمن محصص، جلال آل احمد، داریوش مهرجویی، احمد کامیابی مسک و پری صابری از آن جمله‌اند. مشهورترین نمایش‌نامهٔ یونسکو کرگدن‌ها یا کرگدن است. این نمایشنامه را جلال آل احمد نخستین بار ترجمه کرد. مترجم‌های متأخرتر پری صابری (برای اجرای حمید سمندریان) و مدیا کاشیگر می‌باشند. ترجمه‌ای دیگر از احمد کامیابی مسک، از دوستان یونسکو است که انتشارات دانشگاه تهران در سال ۲۰۰۶ میلادی چاپ کرده‌است. این کتاب ترجمهٔ داستان کوتاه «کرگدن‌ها» را نیز شامل می‌شود که پیش تر ابوالحسن نجفی به پارسی برگردانده بود. کامیابی مسک نام نمایشنامه را «کرگدن‌ها» ترجمه کرده که نسبت به برگردان مترجمان پیشین («کرگدن») درست‌تر می‌باشد. سحر داوری نیز این اثر را به پارسی برگردانده که در مجموعه آثار یونسکو به ترجمهٔ داوری در انتشارات تجربه چاپ شده بود؛ اما همینک آثار یونسکو توسط انتشارات بیدگل که شامل نمایشنامه‌های کرگدن، عابر هوایی و شاه می‌میرد هست، منتشر می‌شود؛
نمایشنامه‌های درس و آوازخوان طاس هم با ترجمه داریوش مهرجویی توسط نشر هرمس به چاپ رسیده‌اند.
این نمایش با نام «کرگدن» بارها به پارسی در ایران روی صحنه رفته. از نخستین اجراها می‌شود اجرای حمید سمندریان در ۱۳۵۰ و از نوترین‌ها اجرای فرهاد آئیش در ۱۳۸۷ را نام برد.
فیلم مستندی نیز با نام کرگدن‌ها و ناکرگدن‌ها به کارگردانی محسن زمانی به این نمایش و ارتباط یونسکو و ایدئولوژی آلمان نازی می‌پردازد.